# 翟公
翟公（?—?），名不详，西汉下邽（治所在今陕西渭南东北）人。
西汉元光五年（前130年）为廷尉，宾客填门，翟公被免职，门外可罗雀（成语：门可罗雀），后来翟公再次担任廷尉，宾客又纷纷前来。翟公于是在门上写字：“一死一生，乃知交情；一贫一富，乃知交态；一贵一贱，交情乃见”。翟公离任后，张汤继任廷尉。